# Le Secret (film, 1974)
Pour les articles homonymes, voir Secret (homonymie).
Pour plus de détails, voir Fiche technique et Distribution.
Le Secret est un film français réalisé par Robert Enrico, sorti en 1974.

## Synopsis
David (Jean-Louis Trintignant) est détenu dans un endroit secret, situé dans un ancien fort, où il est torturé. Il parvient à s'évader et arrive rapidement à Paris, où il se rend chez une ancienne amie. Persuadé qu'il est poursuivi, il évite de rentrer chez lui et reprend sa cavale. Il arrive en Ardèche, où il pense pouvoir se cacher dans une bergerie abandonnée.
En chemin, il fait la connaissance d'un couple de parisiens, formé de Thomas (Philippe Noiret) et de Julia (Marlène Jobert). Ceux-ci vivent en marge de la société, dans un manoir délabré. Comprenant que David est en difficulté, ils l'invitent à passer quelques jours chez eux. Le couple se montre plein de bienveillance, mais le comportement de David, continuellement inquiet et taciturne, les intrigue. Leur hôte finit par leur avouer qu'il est recherché, parce qu'il a surpris par hasard « quelque chose que l'on ne doit pas savoir », et qu'il est en danger de mort. Thomas, aussi bien par sympathie que par goût de l'aventure, lui propose de le conduire à Mimizan-Plage et, de là, de le faire passer en Espagne par bateau.
Le trio prend la route. En chemin, Thomas aperçoit un barrage de gendarmerie. Il fait alors descendre David, pour pouvoir le récupérer une fois le barrage passé. Les gendarmes leur disent rechercher un dangereux malade mental, évadé d'un hôpital psychiatrique de Toulouse. Dans le couple, le doute s'installe : leur compagnon de route est-il un innocent traqué, ou alors un psychopathe incontrôlable qui risque de les tuer à tout moment ? Julia, surtout, penche de plus en plus pour la deuxième hypothèse. Lors d'une étape, elle écrit en secret une lettre à son frère journaliste (Jean-François Adam), pour lui demander son aide. Celui-ci prend alors contact avec un certain Beltram, qui travaille au ministère de l'Intérieur. Beltram lui fait rencontrer certains de ses collègues, dont un psychiatre qui lui affirme que David est un paranoïaque, mythomane et dangereux. Tous demandent au journaliste de garder le silence « pour l'instant ».
Après avoir contourné d'autres barrages, les trois voyageurs arrivent sur la côte landaise. Ils trouvent le bateau sur lequel Thomas comptait, mais il est hors d'état. Thomas dit connaître des passeurs qu'il contactera le lendemain. Le trio reste donc à camper dans les dunes, David suspectant tout autour de lui. Il en vient même à tuer un forestier landais qui récolte la résine des pins. Cet incident achève de convaincre Julia de sa folie. Malheureusement, l'épilogue du film donnera raison à David.

## Fiche technique
Sauf indication contraire, les informations mentionnées dans cette section peuvent être confirmées par la base de données cinématographiques Unifrance,  présente dans la section « Liens externes ».
- Réalisation : Robert Enrico
- Assistants réalisateur : Denys Granier-Deferre, Claire Denis et Jean Achache
- Scénario : Robert Enrico et Francis Ryck d'après son roman Le Compagnon indésirable publié chez Série noire.
- Dialogue : Pascal Jardin
- Directeur de la photographie : Étienne Becker
- Musique originale : Ennio Morricone
- Ingénieur du son : Bernard Aubouy
- Montage : Eva Zora
- Décors : Jean Saussac
- Costumes : Annie Guesnel
- Producteur : Jacques-Éric Strauss
- Sociétés de production : Président Films et Valoria Films
- Pays d'origine : 100 %  France
- Langue de tournage : français
- Format : couleur (Eastmancolor) — 35 mm — 1,66:1 — Son : Mono
- Genre : drame, policier, thriller
- Durée : 102 min
- Dates de sortie : 
  - France : 9 octobre 1974
  - États-Unis : 8 mai 1975
  - Allemagne de l'Ouest : 31 octobre 1975
- Classification :
  - France : Tous publics
- Affiche : René Ferracci (France)

## Distribution
- Jean-Louis Trintignant : David Daguerre
- Marlène Jobert : Julia Vandal
- Philippe Noiret : Thomas Bertelot
- Jean-François Adam : Claude Vandal
- Solange Pradel : Greta
- Antoine Saint-John : gardien
- Pierre Danny : le chef commando
- Patrice Melennec : le gendarme du barrage
- Michel Delahaye : le médecin
- Maurice Vallier : Beltram
- Frédéric Santaya : l'homme aux oiseaux
- Jean-Claude Fal : le forestier
- Yves Charbonel : le motard

## Autour du film
- Le film a été en partie tourné dans le château de Craux en Ardèche, ainsi que dans le centre-ville de Mimizan et à Mimizan-Plage. Le lieu de tournage et le sujet du film évoquent la lutte du Larzac[1]. Le personnage joué par Noiret y fait d'ailleurs explicitement référence pour protester contre l'exercice militaire des soldats : « Le Larzac, ça vous suffit pas ? ».
- Le film se termine par une inquiétante conclusion, lue par une voix off.